# Luna Simao
Luna Simao (auch Simão; * 11. Februar 1996 in Lübeck) ist eine deutsche Pop- und R&B-Sängerin.

## Leben und Wirken
Luna Simao ist die Tochter eines Angolaners und einer Deutschen. Sie besuchte das Johanneum zu Lübeck und sang in der Schul-Big-Band. Nachdem sie den Coversong Stronger Than Me von Amy Winehouse im Videoportal YouTube veröffentlicht hatte, wurde 2011 der Musikproduzent Dennis Scheider auf sie aufmerksam. Sie produzierten mehrere Titel und begannen die Arbeit an einem Album. Mit dem Titel Es geht bis zu den Wolken nahm Simao beim Bundesvision Song Contest 2013 für das Bundesland Schleswig-Holstein teil und erreichte den sechsten Platz. Sie war mit 17 Jahren die Jüngste, die jemals an diesem Wettbewerb teilgenommen hatte.
Am 15. Juni 2018 erschien nach mehrjähriger Pause ihre zweite EP Irgendwann. Im Herbst 2019 erschien ihre dritte EP Dreams.